# 1257

## Догађаји
- 13. јануар – На првом забележеном састанку колегијума седам изборника Светог римског царства, 48-годишњи Ричард Корнволски (брат краља Хенрија III од Енглеске) изабран је за краља Римљана. Крунисан је у Ахену 17. маја. Његовој кандидатури противе се краљ Алфонсо X од Кастиље, папа Александар IV и краљ Луј IX од Француске који фаворизују Алфонса, али обојицу на крају убеђује Ричардова снаја, краљица Елеонора од Провансе, да подрже Ричарда.
- Пролеће – Почиње Епирско-никејски сукоб (1257–59) између Епирске деспотовине и Никејског царства. Деспот Михаило II Комнин Дука се буни и побеђује никејску војску под командом Ђорђа Акрополита. Епирске и српске снаге удружују се у нападима против Михаила, који шаље своје снаге у Македонију и маршира ка Солуну. Као одговор, Михаила напада – на западној обали Епира – Манфред од Сицилије. Манфред прво окупира главна Јонска острва, укључујући Крф. Затим се искрцава на албанској обали и заузима Драч, Берат, Валону и њихову околину.
- Пагански Карелци покрећу разорну експедицију на Шведску у којој краљ Валдемар тражи од папе Александра IV да објави крсташки рат против њих. То доводи до Трећег шведског крсташког рата на Финску (1293–95).
- Битка код Кадфана: Енглеска експедициона војска под командом Стефана Баузана је у заседи и поражена од стране велшких снага. Енглези су десетковани разорним герилским нападима, а Велшани заробљавају енглески воз са снабдевањем. Стефан Баузан је убијен заједно са око 1.000–3.000 његових људи. Преостали Енглези беже из битке, за принца Ливелина ап Грифида се каже да је био присутан у бици, сакупљајући плен од пале енглеске војске.
- Краљ Хенри III од Енглеске попушта пред захтевима свог сина, лорда Едварда, за помоћ у борби против Велшана, првобитно поднетим 1256. године. Придружује му се у кампањи за повратак територија изгубљених од велшких снага које је предводио Ливелин ап Грифид.
- Хенри III од Енглеске наређује производњу чистог златног новчића у вредности од двадесет пенија.
- Битка код Кридран Сила: Норманске инвазивне снаге под командом Мориса Фицџералда протерао је Гофраид О'Донел у северном Конахту (Ирска). 20. маја, Фицџералд је убијен у личној борби од стране О'Донела.
- Млетачко-ђеновски ратови: Млетачка флота под командом адмирала Лоренца Тјепола пробија ланац луке у Акри и уништава неколико ђеновских бродова. Он такође напада утврђења, али Тјеполо не успева да истера ђеновски гарнизон (око 800 људи наоружаних са 50-60 балиста) из њиховог дела града, постављајући блокаду.
- 10. април – Из ал-Дин Ајбак, мамелучки султан Египта, убијен је по наређењу своје супруге, Шаџар ал-Дур. Наследио га је његов 14-годишњи син, Нур ал-Дин Али, као владар Мамелучког султаната (до 1259).
- Пролеће – Монголске снаге под командом Уријангхадаија спроводе кампању против локалних племена Ји и Лоло у Вијетнаму. Враћа се у Гансу и шаље гласнике на двор Мунгке кана обавештавајући га да је Јунан чврсто под монголском контролом. Мунгке кан одаје почаст и награђује Уријангхадаија за његова војна достигнућа.
- Зима – Монголске снаге се померају из своје базе у Хамадану, док Баију Нојан прелази реку Тигар код Мосула са својом војском. На левом крилу Китбука улази у равницу Ирака, док монголске снаге под Хулагу-каном напредују кроз Керманшах.
- Март – Јапанска ера Когена се завршава и почиње Шока током владавине 14-годишњег цара Го-Фукакусе (до 1259).
- 5. јун – Град Краков добија Магдебуршка права од стране високог војводе Болеслава V Чедног, након што је обновљен након што је скоро уништен током Прве монголске инвазије на Пољску (али Друга инвазија долази 1259).
- Луј IX од Француске  потврђује оснивање Сорбонског колеџа у Паризу од стране свог капелана Роберта де Сорбона, дајући формални колеџ (и још увек уобичајено име) већ постојећем Универзитету у Паризу.
- Ерупција Самаласа: Вулкан Самалас еруптира на острву Ломбок у Индонезији. Једна од највећих вулканских ерупција у последњих 10.000 година, ствара озбиљне климатске промене широм света, доводећи до велике глади и смрти, и до једне од највећих геополитичких промена широм света у наредних неколико векова.

## Смрти
- Рено де Вишије

- Ејбак

- Мицо Асен

- Сартак-кан
- Симон Мироточиви

- Улагчи-кан

- Шајар ал Дур
- Шаџар ел Дур